# アンジェリク (小説)

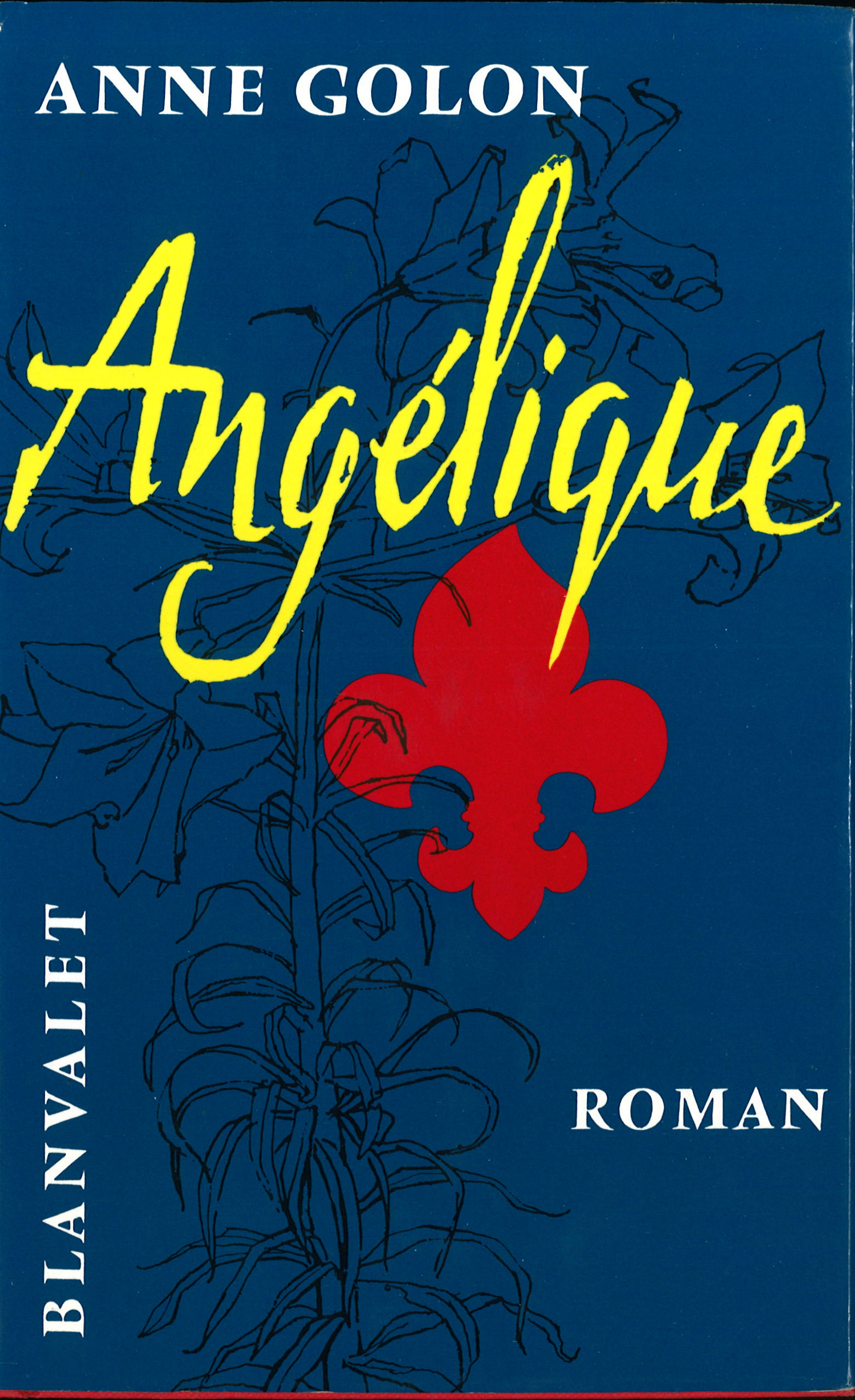
1956年刊行、ドイツ語版表紙

アンジェリク（Angélique）は、アン・ゴロンによるフランスの小説。
ルイ14世の愛妾だった佳人マリー・アンジェリク・ド・フォンタンジュに着想を得て、17世紀のフランスを舞台に貴族の女性アンジェリクを主人公とした大河ロマン。1957年から執筆された初版（旧シリーズ）と、2009年から作者自身により大幅に改稿された完全版（新シリーズ）の二つがある。

## 概要
文筆家だったアン・ゴロンは結婚を機にヴェルサイユ宮殿近くに住み、物語のヒントを得る。かねてよりスカーレット・オハラのようなヒロインを書きたいという思いもあり、1957年より、夫との共著としてアンジェリクシリーズを執筆。1985年まで全13巻の長編シリーズとなった。その後、フランス語版及び各言語における底本として使われた英語版に、著者の意図しない改変が多数加えられていたことが発覚し、アン・ゴロン自身の手によって大幅に改稿。
日本においては、英語版を底本に井上一夫の訳で1971年より刊行開始。その後、1994年より講談社文庫化。各巻は上下に分冊され、全26巻。また、1977年から1979年にかけて木原敏江が漫画化。木原の漫画を原作に、宝塚歌劇団が複数回ミュージカル化している。完全版は、復刊ドットコムより、原著であるフランス語版を底本として刊行されている。ただし、このことにより、著名な歴史人物もフランス語読みで訳されていることが多い。例えば完全版3巻P82の「マリー・チューダー」とはイングランド女王「メアリー1世」（メアリー・
テューダー）を、同3巻P201の「ドン・ジョアン・ジョセ・ドートリッシュ」は「フアン・ホセ・デ・アウストリア」をそれぞれ指している。

## あらすじ
はだしの女侯爵
モントローに生まれた男爵サンセの娘アンジェリクは、緑色の瞳と金髪を持ち天使のように美しく、裸足で牧草地を走り回る生命力あふれる美少女だった。17才の時、アンジェリクは、困窮した領地を救うため、ラングドックのペイラック伯爵ジョフレと政略結婚することになる。夫ペイラック伯爵は、アンジェリクより12才年上で、顔に醜い刀傷があり、その巨万の富と強大な影響力と天才的な学識から「ラングドックの怪人」と呼ばれていた。領民を救うために伯爵に嫁いだアンジェリクだったが、次第に夫ジョフレの気高い精神や思いやり、深い知性や魅力に気づき、ジョフレへの愛に目覚めていく。やがてアンジェリクは息子フロリモンを出産し、幸福に包まれる。1660年、ルイ14世とスペイン王女の婚姻が持ち上がり、スペインへ向かう宮廷一行が、ペイラック伯爵のトゥールーズの屋敷へ宿泊し、伯爵は財務大臣フーケの饗宴に匹敵するもてなしをする。歓待に満足したルイ14世は、パリでの国王の結婚祝典にペイラック伯爵とアンジェリクを招待する。が、パリへ着いたとたんにジョフレは逮捕され、黄金を生み出す錬金術の悪魔だと、悪魔裁判にかけられる。アンジェリクはジョフレを救うため東奔西走しルイ14世にも助命嘆願するが、ジョフレは、火炙りの刑に処されてしまう。夫の処刑の日、アンジェリクは二人目の息子カントーを産んだ。死刑囚の妻として、実姉からも縁を切られた無一文のアンジェリクは、パリをさまよい歩き、「奇跡の宮廷」と呼ばれる乞食や盗賊団の貧民窟にたどりつく。「奇跡の宮廷」の首領カランブレデンは、故郷モントローの幼馴染ニコラだった。絶望のあまりニコラの情婦になったアンジェリクだが、別の盗賊団の首領がアンジェリクに横恋慕したことから、抗争が起きてしまう。奇跡の宮廷の盗賊たちは投獄され、これを機にすっぱり貧民窟と縁を切ったアンジェリクは息子二人のために再出発を誓い、高級嗜好品であるショコラ事業を機知と商才で大繁盛させ、大富豪になった。財産を得たアンジェリクは、又従兄のプレシ侯爵フィリップに結婚を申し込む。フィリップの父親が、かつてフーケ、コンデ公、ボーフォール女公爵らと共に国王毒殺計画を立てていた証拠の手紙を持っているとフィリップに告げ、結婚を承諾させる。侯爵夫人としてヴェルサイユ宮殿に伺候したアンジェリクは、その美貌でルイ14世の目を奪うことに成功した。
ヴェルサイユの恋人
アンジェリクの美貌はさらに輝きを増し宮廷中を虜にした。ルイ14世はアンジェリクに惹かれ、狩猟や散策で、常に近くに起きたがった。氷のように冷たい夫フィリップの初恋の相手が自分だと知ったアンジェリクだったが、時すでに遅く、国王への忠誠とアンジェリクへの想いに葛藤したフィリップは、戦死してしまう。国王ルイ14世に気に入られたアンジェリクは、寵姫たちの寵愛争いの真っただ中に放り込まれた。そんな時、王弟妃アンリエットが王弟の寵臣に毒殺され、衝撃を受けたルイ14世は、ますますアンジェリクに傾倒する。アンジェリクの愛を求めるルイ14世にアンジェリクは告げた。「私の夫は陛下に火炙りにされたペイラック伯爵ジョフレです」と。ルイは、アキテーヌ地方で強大な影響力を有する大貴族ペイラック伯爵を、脅威だと感じて処刑していた。計画の首謀者は財務大臣フーケだった。しかしルイは、処刑寸前にペイラック伯爵の命を救い別人の遺体を火炙りにした、とアンジェリクに告げる。しかしペイラック伯爵は処刑場から監獄へ護送される途中で逃亡したのだと。アンジェリクは叫んだ。「あの人は生きている」
金髪の女奴隷
アンジェリクに執心するルイ14世の命令でパリに軟禁状態に置かれたアンジェリクは、フランス海軍提督ヴィヴォンヌ公爵を籠絡し、夫ジョフレ・ド・ペイラックを探すため、海軍のガリー船で地中海に船出する。しかし海に出てまもなく、地中海最大の大海賊レスカトールの海賊船の襲撃を受け、さらにガリー船の船倉の奴隷たちが反乱を起こす。次々と襲いかかる困難を乗り越えるアンジェリクだが、「地中海の恐怖」と呼ばれる海賊エスクランヴィユ侯爵の海賊船に囚われてしまう。クレタ島(カンディア)の奴隷市場で、最上級の女奴隷として競売にかけられたアンジェリクは、大海賊レスカトールに莫大な金で競り落とされる。アンジェリクがレスカトールの宴席に連れ出されたその夜、港に停泊している船団がアンジェリクの仲間によって爆破され、その騒ぎに乗じてアンジェリクは逃げ出した。一難去ってまた一難。大海賊レスカトールから逃れたアンジェリクだが、海上で再びバーバリ海賊に捕えられ、モロッコのサルタン、ムライ・イスマイルに売られた。「奴隷の王」と呼ばれるコラン・パトゥレルと共に逃げ出したアンジェリクは、果てしない灼熱の砂漠の苦難の旅の中で、コラン・パトゥレルと愛し合うようになる。
革命の女
九死に一生を得てフランスにたどり着いたアンジェリクは、マルセイユで逮捕され、護送馬車による強行軍でコラン・パトゥレルの子を流産する。ルイ14世からヴェルサイユへ伺候し寵姫になるよう命じられたアンジェリクは、拒否したため故郷ポワトゥーのプレシ侯爵の屋敷へ幽閉された。ポワトゥーでは王軍による新教徒への弾圧と竜騎兵による暴虐が日増しに強くなっており、アンジェリクは、反乱を主導する新教徒の貴族たちと手を結ぶ。それが原因で、ある夜、竜騎兵の一軍がアンジェリクの屋敷を襲撃し、虐殺の限りを尽くしていく。召使いを惨殺され、プレシ侯爵フィリップとの息子シャルル・アンリを無惨に殺されたアンジェリクは復讐を誓い、絶望のなかで反乱軍の指導者になる。アンジェリクの行くところ必ず勝利の女神が微笑むと言われるまでになるが、しかし国王は何千という王軍をポアトゥーに派遣して制圧しようとする。アンジェリクに懸賞金が掛けられ、反乱の首謀者として追われるアンジェリクは、やがて捕らえられ、肩に百合の焼きごてを押された。その窮地を救ったのがラ・ロシェルに住む新教徒の商人ガブリエル・ベルンだった。アンジェリクはベルンの家でかくまわれ暮らし始める。しかしラ・ロシェルの新教徒を一網打尽にして投獄するという情報がアンジェリクの耳に入る。そんな時、アンジェリクは入り江にレスカトールの海賊船を見つける。アンジェリクはレスカトールに助けを求め、新教徒たちと共に、ついにフランスを離れ国外へと出航する。
虹のかなた
レスカトールの海賊船に乗り、フランスを離れてラ・ロシェルの新教徒たちと大海に出たアンジェリク。しかし敬虔な新教徒は、無法者の海賊を信用せず一触即発の不穏な状態が続く。アンジェリクは逃げる際に自分をかばって撃たれ重傷を負ったラ・ロシェルの新教徒ガブリエル、ベルンと結婚の約束をしていた。レスカトールの船室へ呼ばれたアンジェリクは、仮面を取ったレスカトールが、これまで愛し探し続けた夫ペイラック伯爵ジョフレだと知った。しかし、アンジェリクとジョフレの間には、十数年の間に、互いに波瀾万丈な出来事が降りかかっており、ジョフレは、離れていた十数年の間にアンジェリクの身に起きた出来事に、苦悩し葛藤していた。美男で有名なプレシ・ベリエール侯爵と再婚したこと、国王ルイ14世を夢中にさせ寵姫と呼ばれていたこと、息子フロリモンとカントーを手放してしまったこと、砂漠で奴隷の王コラン・パトゥレルと愛し合ったこと、竜騎兵に陵辱されてオノリーヌを産んだこと、反乱の首謀者になったこと、新教徒の商人ガブリエル・ベルンと結婚の約束をしていること。ジョフレの苦悩は、苦難の数々をジョフレと息子たちのために死ぬ思いで切り抜け、波乱の人生を送ってきたアンジェリクと、ぶつかり合う。しかし、ジョフレの苦悩のすべては、アンジェリクを守れなかった後悔と愛ゆえだとわかり、ジョフレとアンジェリクは、再び夫婦として生きるために、新大陸に降り立った。

## 登場人物
アンジェリク
主人公。モントローに生まれ、緑色の美しい瞳と金の髪を持つサンセ男爵の次女。裸足で野原を走り回る生き生きとした美貌の女性。17才でラングドックの大貴族ペイラック伯爵ジョフレと結婚するが、ジョフレは、その巨万の富とアキテーヌ地方への影響力を危険視した国王ルイ14世の粛正対象となり、財務大臣フーケが主導して、火刑に処される。その時からアンジェリクの波乱の人生が始まる。死刑囚の妻となり、パリをさまよった末に貧民窟「奇跡の宮廷」で、盗賊団の首領カランブレデン(幼馴染のニコラ)の情婦になるが、盗賊団が一斉逮捕されたのを機に、すっぱり縁を切り、一念発起してショコラ事業を始め、商才と機知で莫大な財産を作る。さらにその財産を元に、又従兄弟のプレシ侯爵フィリップと結婚してヴェルサイユ宮殿に返り咲く。ルイ14世から、美貌を愛でられ求愛を受けるが、ルイ14世の求愛を拒否し、自分の夫は、ルイに火刑にされたジョフレ・ド・ペイラック伯爵だったと告げる。ルイから、火刑に処せられたのは別人の遺体だと聞いたアンジェリクは、夫ジョフレを探すため海軍のガリー船で地中海へ船出する。途中でガリー船の奴隷たちが反乱を起こし、海賊に襲撃されて誘拐され、奴隷市場でせり市にかけられ、黒ずくめの大海賊レスカトールに大金で買われるが、船の爆発騒動に乗じて逃げ出す。

ジョフレ・ド・ペイラック伯爵
ラングドックの大貴族。二つの城と屋敷を持つ伯爵。王国一の歌声をもち、幼い頃に起きた宗教戦争に巻き込まれた際に負った怪我が元で、片足を引きずり顔に刀傷があることから「ラングドックの怪人」と呼ばれている。知性と巨万の富とアキテーヌ地方における強大な影響力に危機感を覚えた国王ルイ14世の粛清対象になり、無実の罪を着せられ火刑に処される。しかし国王によって直前に命だけは助けられ、護送の途中で逃亡し、地中海の大海賊レスカトールとなる。

フロリモン
アンジェリクとジョフレの長男。

カントー
アンジェリクとジョフレの次男。ジョフレが処刑された日に生まれる。

シャルル・アンリ
アンジェリクとフィリップ・プレシ・ベリエール侯爵の息子。竜騎兵に屋敷が襲撃された夜に惨殺される。

オノリーヌ
竜騎兵に屋敷が襲撃された夜に、アンジェリクが陵辱され、生まれた娘。

フィリップ・ミルモン・デュ・プレシ・ベリエール侯爵
アンジェリクの又従兄弟で、美男子の元帥。幼い頃のアンジェリクから淡い憧れを抱かれていた。宮廷での昇進を望む親によって、少年時代から野望と羨望と欲望と陰謀のうずまく宮廷で育ち、冷酷な心が育つ一方で、軍人として国王への尽きせぬ忠誠を誓ってきた。ショコラ事業で莫大な富を築いたアンジェリクと契約結婚する。アンジェリクに求愛するルイ14世の態度に苦悩し始めた頃、砲撃で戦死する。

ルイ14世
フランス国王。専制的でもあり、恋においては純粋でもある。巨万の富を有する大貴族ペイラック伯爵の影響力を危険視し、火刑に処して、粛清する。美貌のアンジェリクに魅せられ、夫ジョフレ・ド・ペイラックへの愛を貫くアンジェリクを手に入れようとする。

コラン・パトゥレル
モロッコ王国で、キリスト教徒を迫害したサルタンに対して、奴隷の王として何千人ものキリスト教徒奴隷を守ってきた「奴隷の王」と呼ばれるフランス人。アンジェリクや奴隷とともにサルタン、ムライ・イスマイルの宮殿から脱出し、灼熱の砂漠を放浪するうちアンジェリクと愛し合う。やがてカリブの海賊、黄金ひげとなり、新大陸でアンジェリクと再会する。

ニコラ・メルロ
アンジェリクの幼馴染でサンセ男爵領の羊飼い。領地を逃げ出し、パリの貧民窟ネスルの盗人団の首領になる。アンジェリクをめぐる盗賊団の抗争で投獄され、ガリー船の奴隷になるが、反乱を起こした末に崖から落ちて死亡。

## 各巻タイトル

### 旧シリーズ
1. はだしの女侯爵 上
2. はだしの女侯爵 中
3. はだしの女侯爵 下
4. ヴェルサイユの恋人 上
5. ヴェルサイユの恋人 下
6. 金髪の女奴隷 上
7. 金髪の女奴隷 下
8. 革命の女 上
9. 革命の女 下
10. 虹のかなた 上
11. 虹のかなた 下
12. カタランク砦の女神 上
13. カタランク砦の女神 下
14. 荒野の試練 上
15. 荒野の試練 下
16. アカディアの魔女 上
17. アカディアの魔女 下
18. 謀略の影法師 上
19. 謀略の影法師 下
20. 氷の都ケベック 上
21. 氷の都ケベック 中
22. 氷の都ケベック 下
23. 希望への道 上
24. 希望への道 下
25. 新しき門出 上
26. 新しき門出 下

### 新シリーズ（完全版）
1. 天使たちの侯爵夫人（Marquise des Anges）
2. 売られた花嫁（La Fiancée vendue）
3. 王家の祝典（Fêtes royales）
4. ノートルダムの死刑囚（Le Supplicié de Notre-Dame）
5. 影と光（Ombres et Lumières）
6. ベルサイユへの道（Le Chemin de Versailles）
7. 華麗なる戦争（La Guerre en dentelles）

## 題材とした作品

### 映画
- 「アンジェリク はだしの女侯爵」 - 1964年製作。フランス・イタリア・ドイツ合作映画。ミシェル・メルシェ主演。

### 漫画
- 「アンジェリク」 - 木原敏江画。ルイ14世の宮廷での生活を中心に、アメリカへの旅立ちまでを描く。

### 舞台
- 「アンジェリク」 - 木原敏江の漫画を基に2度舞台化。アンジェリクを小松美保（月組）・遥くらら（雪組）が、ジョフレを榛名由梨（月組）が、フィリップを大地真央（月組）・麻実れい（雪組）が演じた。